# Perzische bosmuis
De Perzische bosmuis (Apodemus witherbyi) is een knaagdier uit het geslacht bosmuizen (Apodemus).

## Soortenbeschrijving
In verschillende publicaties is deze soort of een deel daarvan geïdentificeerd als A. arianus (Blanford, 1881), A. falzfeini Mezhzherin & Zagorodnyuk, 1989, A. fulvipectus (Ognev, 1924), A. hermonensis Filippucci et al., 1989 of A. iconicus Heptner, 1948. A. arianus is echter een synoniem van de geelhalsbosmuis (A. flavicollis), en de andere namen zijn minder oud dan A. witherbyi Thomas, 1902. Mogelijk is deze soort het nauwste verwant aan de kleine bosmuis (A. uralensis) en aan Wards bosmuis (A. pallipes). Deze soort is kleiner en verschilt in kleur van de bosmuis (A. sylvaticus), de soort waarmee hij oorspronkelijk werd geassocieerd.

## Verspreiding
Deze soort komt voor van Zuid-Oekraïne en Turkije tot Noord-Israël, Noordwest-Jordanië en West-Pakistan. De soort komt waarschijnlijk ook voor in Afghanistan, Noordoost-Irak, Libanon en Zuidwest-Syrië, maar daar is de soort nog niet gevonden.